# Urenui
Urenui – miasto w Nowej Zelandii, na Wyspie Północnej, w regionie Taranaki.